# بييت بيجين
بييت بيجين (بالهولندية: Peet Bijen)‏ (28 يناير 1995 بهينجيلو في هولندا - ) هو لاعب كرة قدم هولندي في مركز الدفاع. شارك مع منتخب هولندا تحت 19 سنة لكرة القدم ومنتخب هولندا تحت 21 سنة لكرة القدم. أما مع النوادي، فقد لعب مع تفينتي أنشخيدة وJong FC Twente ‏.

## روابط خارجية
- بييت بيجين على موقع قاعدة بيانات كرة القدم.إي يو (الإنجليزية)
- بييت بيجين على موقع Soccerway.com (الإنجليزية)
- بييت بيجين على موقع عالم كرة القدم.نت (الإنجليزية)